# بلک‌بری پاسپورت
بلک‌بری پاسپورت (به انگلیسی: BlackBerry Passport) یک فبلت و محصولی از بلک‌بری لیمیتد است. پاسپورت در ژوئن ۲۰۱۴ معرفی شد و در سپتامبر همان‌سال روانهٔ بازار شد.
طول و عرض بلک‌بری پاسپورت به اندازهٔ یک پاسپورت واقعی است و به همین دلیل این نام را بر آن نهاده‌اند. این فبلت یک صفحه نمایش لمسی مربعی ۴/۵ اینچی دارد و علاوه بر صفحه‌کلید مجازی، صفحه‌کلید واقعی QWERTY لمسی هم دارد.